# Калифорнийская бычья акула
Калифорнийская бычья акула, или калифорнийская рогатая акула (лат. Heterodontus francisci) — вид хрящевых рыб рода бычьих акул семейства разнозубых акул. Обитает в восточной части Тихого океана, эндемик прибрежных вод западного побережья Северной Америки. Молодые акулы держатся отдельно от взрослых, первые предпочитают глубокое песчаное дно, а вторые — каменистое или заросшее водорослями мелководье. Максимальная зафиксированная длина 1,22 м. Окрас серый или коричневый с многочисленными тёмными пятнышками.
Это медлительный одиночный хищник, который ведёт ночной образ жизни. Взрослые акулы питаются в основном моллюсками, иглокожими и ракообразными. Молодые акулы предпочитают более мягкую добычу, например, полихет и актиний. Калифорнийские бычьи акулы размножаются, откладывая яйца, заключённые в яйцевые капсулы. Они не являются объектом целевого рыбного промысла. Могут покусать неосторожных дайверов.

## Таксономия
Французский биолог Шарль Фредерик Жирар опубликовал первое научное описание калифорнийской бычьей акулы под названием Cestracion francisci в 1855 году. Позднее этот вид был отнесён к роду Gyropleurodus, который в дальнейшем был признан синонимом Heterodontus. Видовой эпитет относится к названию города Сан-Франциско, хотя ареал этих акул не заходит так далеко на север. Голотип пойманный в заливе Монтерей, не сохранился. Ему ошибочно было присвоено научное имя Heterodontus californicus.

## Ареал
Калифорнийские бычьи акулы являются эндемиком восточной части Тихого океана и обитают у побережья Калифорнии и Нижней Калифорнии от залива Монтерей до Калифорнийского залива. Изредка тёплое течение может отнести их на север к Сан-Франциско. В литературе есть упоминание о том, что этих акул встречали у берегов Эквадора и Перу, однако, скорее всего эти данные ошибочны и относятся к другим видам.

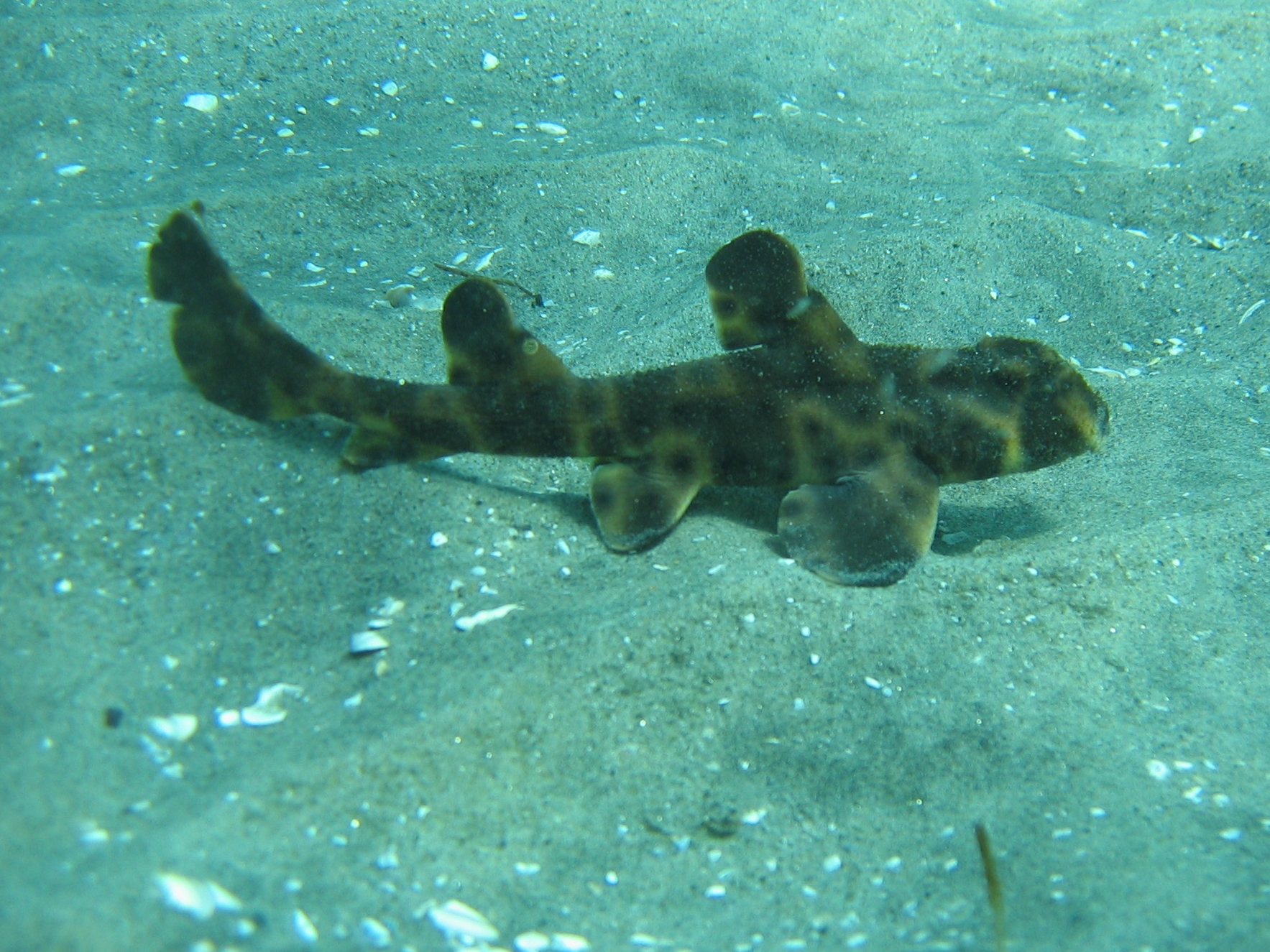
Молодые калифорнийские бычьи акулы предпочитают держаться на глубине.

Большую часть года калифорнийские бычьи акулы держатся на глубине 2—11 м. С началом зимы они мигрируют глубже 30 м. Этих акул встречали в пещерах на глубине до 200 м. Молодые акулы длиной от 35 до 48 см предпочитают песчаное пологое дно глубиной 40—150 м. Они часто ищут корм и прячутся в ямах, вырытых калифорнийским орляком (Myliobatis californicus). По мере созревания калифорнийские бычьи акулы перемещаются на мелководье и держатся на каменистых рифах или в зарослях водорослей. Эти донные рыбы редко поднимаются выше 2 метров над дном.
В отличие от калифорнийских раздувающихся акул, терпимо относящихся к прохладной воде, калифорнийские бычьи акулы, которые разделяют с ними среду обитания, предпочитают тёплую воду, температурой выше 20 °C. У берегов острова Санта-Каталина за 20 лет вода стала теплее, это привело к увеличению численности калифорнийских бычьих акул и уменьшению количества калифорнийских раздувающихся акул. У островов Чаннел вода прохладнее, поэтому калифорнийские бычьи акулы там встречаются реже калифорнийских раздувающихся акул.

## Описание
У калифорнийских бычьих акул характерная массивная голова с тупой мордой, надглазничными выступами и округлым ртом. Надглазничные выступы невысокие и резко обрываются. Между ними на голове пролегает глубокая выемка. Мигательные мембраны отсутствуют. Позади глаз имеются крошечные брызгальца. Ноздри разделены на входящие и выходящие отверстия длинными кожными лоскутами, которые доходят до рта. Входные отверстия окружены углублениями, в то время как другие углубления соединяют выходные отверстия и рот. Рот небольшой и изогнутый. По углам рта расположены заметные губные борозды. На верхней и нижней челюстях имеется по 19—26 и 18—29 зубных рядов. Передние зубы небольшие и заострённые. Каждый зуб оканчивается центральным остриём, по бокам которого имеются небольшие зубчики. Боковые зубы крупнее, вытянуты продольно и имеют молярную форму.

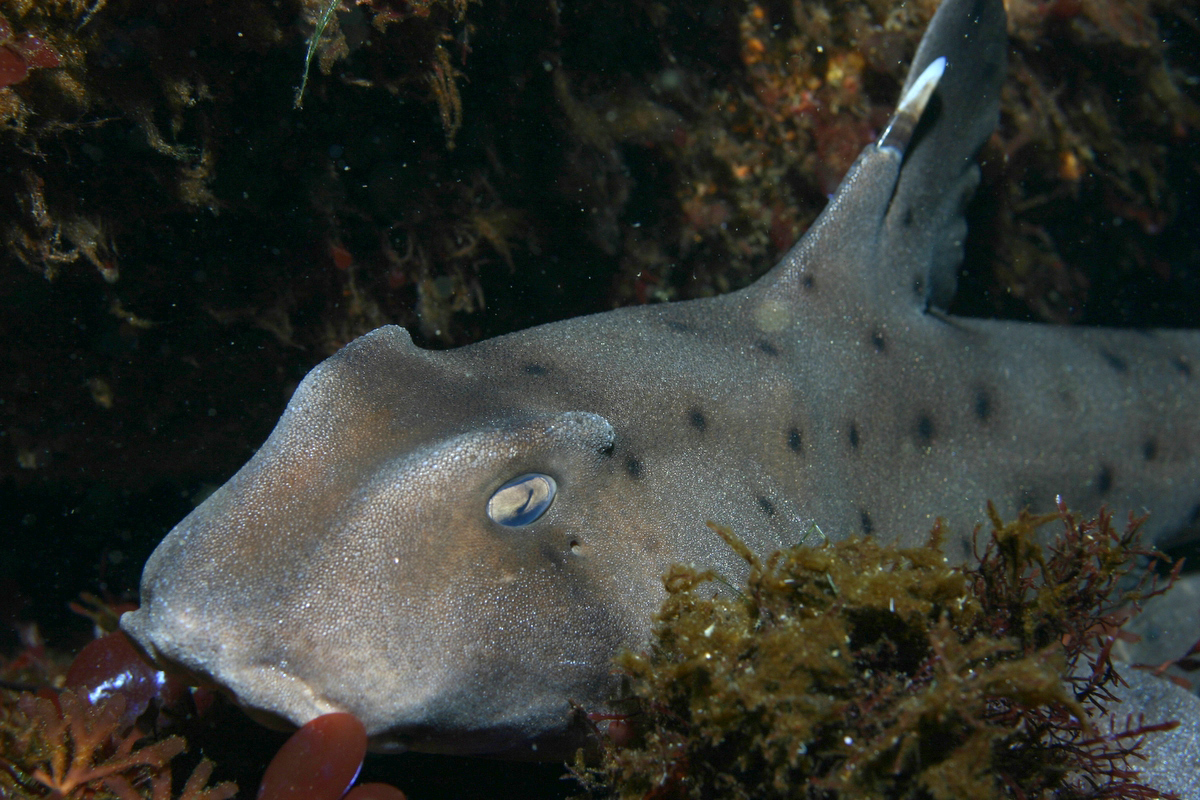
У калифорнийских бычьих акул массивная голова с характерными надглазничными выступами.

Тело имеет форму цилиндра. Грудные плавники крупные и закруглённые. Первый спинной плавник крупнее второго. Его основание начинается над серединой основания грудных плавников. У основания обоих спинных плавников имеется вертикальный шип. У акул, живущих на каменистых рифах, шипы короче, чем у живущих в водорослях, поскольку они стачиваются о камни при движении. Основание второго спинного плавника находится между основаниями брюшных и грудных плавников. Анальный плавник почти в два раза меньше обоих спинных плавников, его основание находится посередине хвостового стебля. Нижняя доля хвостового плавника развита слабо. Верхняя доля широкая, у края имеется большая вентральная выемка. Кожа калифорнийских бычьих акул покрыта мелкими и мягкими кожными зубчиками. Плотность покрытия у взрослых акул составляет 200 зубчиков на см². Окрас различных оттенков серого и коричневого цвета, по основному фону разбросаны многочисленные тёмные пятнышки, которые у старых особей пропадают, брюхо желтоватое. Максимальная зафиксированная длина 1,2 м, средний размер не превышает 1 м.

## Биология
Калифорнийские бычьи акулы — неуклюжие пловцы, предпочитающие использовать гибкие и мускулистые грудные плавники, чтобы отталкиваться от дна. Как правило, они ведут одиночный образ жизни, хотя встречаются и небольшими группами. После наступления сумерек они начинают активно рыскать по рифу в поисках пищи. Эти акулы предпочитают жить оседло на территории не более 1000 м², десятилетиями возвращаясь каждый день в одно и то же укрытие. Это укрытие обычно находится на границе постоянной кормовой зоны индивидуальной акулы. Дальность наибольшего зафиксированного удаления от места обитания составляет 16 км.
В отличие от большинства рыб дневная активность калифорнийских бычьих акул имеет экзогенный характер, что означает превалирование внешних факторов над внутренним физиологическим циклом. Наблюдения, сделанные в неволе за этими акулами, показали, что существенную роль играет степень освещенности; акулы начинали вести себя активно сразу после выключения света и прекращали после включения. В одном эксперименте, когда акул содержали в темноте, они оставались активными на протяжении 11 дней, после чего их движения замедлились, возможно, от усталости. В природных условиях калифорнийские бычьи акулы, освещенные ярким светом, прекращали двигаться и опускались на дно.

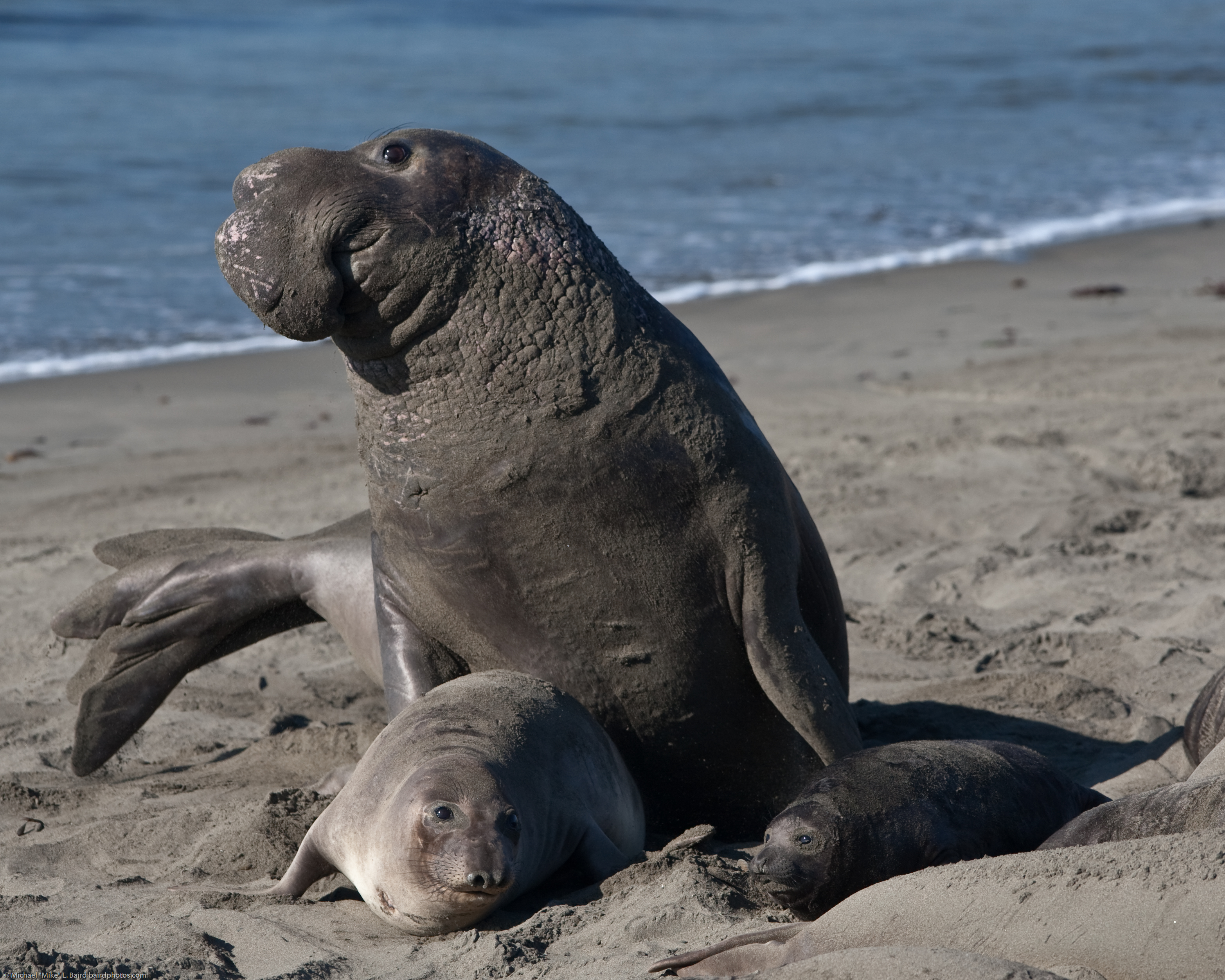
На калифорнийских бычьих акул охотятся северные морские слоны.

На калифорнийских бычьих акул охотятся крупные рыбы и северные морские слоны (Mirounga angustirostris), добычей которых могут стать как взрослые акулы и молодняк, так и яйца. Кроме того, угрозу для них представляет и белоголового орлана (Haliaeetus leucocephalus), а крупные морские улитки способны продырявить оболочку яичной капсулы и высосать желток. Жёсткая кожа и шипы обеспечивают калифорнийским бычьим акулам некоторую защиту; есть документальные кадры, на которых заснято, как калифорнийская скватина (Squatina californica) попыталась проглотить молодую акулу, но выплюнула её, напоровшись на шип. На калифорнийских бычьих акулах паразитируют ленточные черви Acanthobothrium bajaensis и Acanthobothrium puertecitense, копепод Trebius heterodonti и нематода Echinocephalus pseudouncinatus.

### Питание
Рацион взрослых калифорнийских бычьих акул на 95 % состоит из брюхоногих и двухстворчатых моллюсков, иглокожих, таких как морские ежи и ракообразных, например, крабов, креветок и равноногих. Чтобы расколоть панцирь или раковину добычи калифорнийские бычьи акулы прилагают челюстями самое большое усилие по сравнению с акулами сопоставимого размера, например, короткопёрой колючей акулой (Squalus acanthias) или чернопёрой акулой (Carcharhinus limbatus). В одном исследовании было обнаружено, что средняя сила укуса у этого вида в природе составляет 95 Н, а максимальная — 135 Н; а в экспериментальных условиях удалось добиться укуса силой 200 Н. У крупных калифорнийских бычьих акул, чей рацион в основном состоит из морских ежей, зубы и плавниковые шипы окрашены в пурпурный цвет.

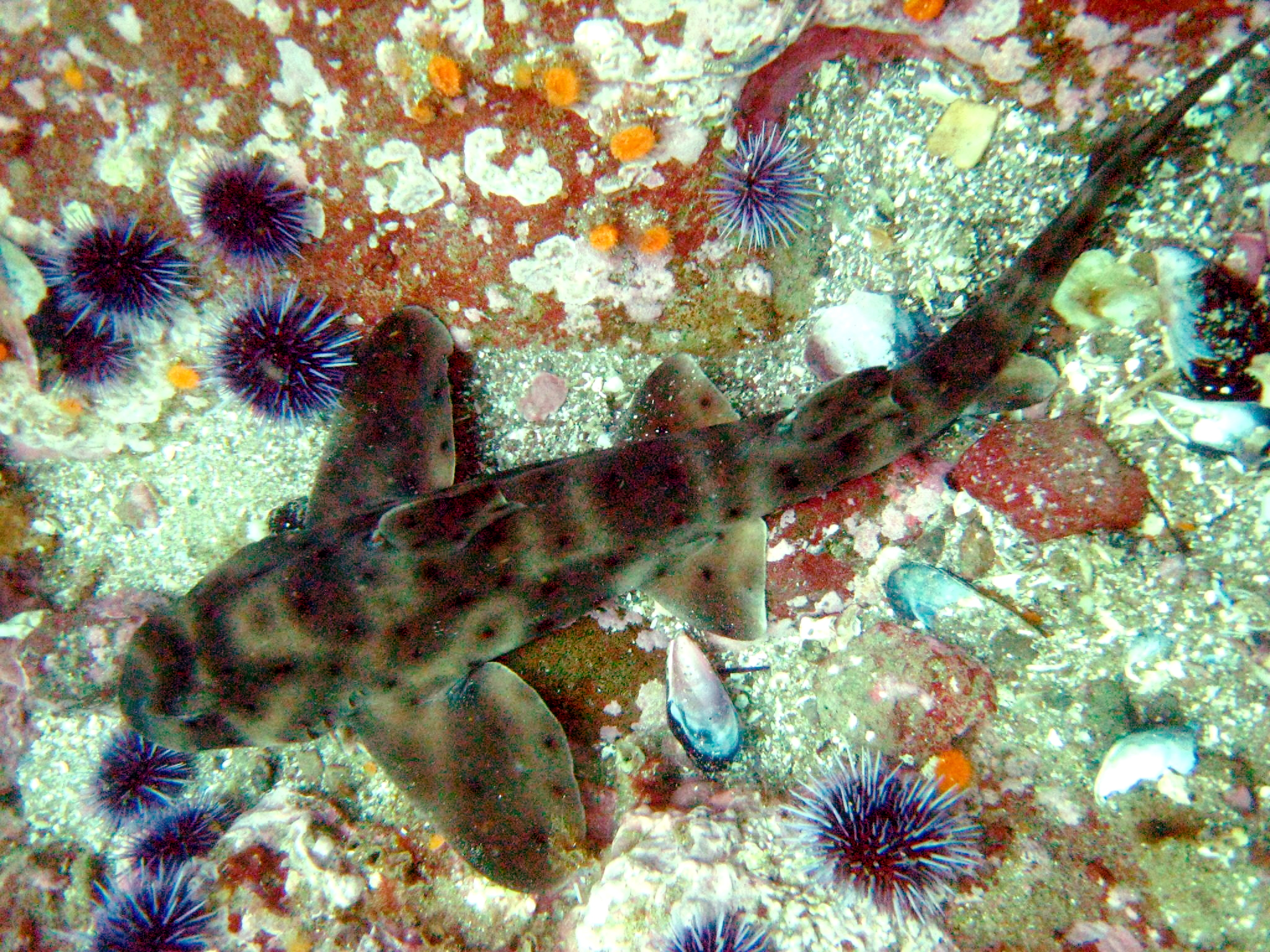
Морские ежи входят в рацион калифорнийских бычьих акул.

Кроме того, в рацион калифорнийских бычьих акул входят морские звёзды, сипункулиды, головоногие и мелкие костистые рыбы. Молодняк питается в основном полихетами, актиниями и небольшими двустворчатыми или брюхоногими моллюсками. Известно, что они внезапно атакуют актиний, прежде чем тем успевают втянуть щупальца. У берегов южной Калифорнии эти акулы используют для охоты сезонные возможности. Летом они охотятся на рыб, ведущих дневной образ жизни, в особенности на многочисленных в тех местах Chromis punctipinnis, которые ночью становятся лёгкой добычей. Зимой акулы подъедают трупы Loligo opalescens, десятками тысяч погибающих после нереста. Калифорнийские бычьи акулы охотятся, ориентируясь в основном на обоняние. Хотя электрорецепция, безусловно, играет определённую роль в поисках добычи, у этого вида акул всего 148 ампул Лоренцини. Это существенно меньше, чем у большинства других видов, у которых число ампул доходит до 2000. Как и прочих видов акул зубы у калифорнийских бычьих акул постоянно сменяются. Для замены выпавшему зубу новым требуется 4 недели.
Калифорнийские бычьи акулы засасывают добычу, раздувая ротовую полость. Их губные хрящи приспособлены для того, чтобы вытягивать рот в трубочку, увеличивая силу всасывания. Когда добыча попадает в рот, акулы дробят её на части плоскими латеральными зубами. Если добыча закопалась в грунт или зафиксирована, акулы хватают её и принимают вертикальное положение, так что голова и грудные плавники становятся перпендикулярно дну. Затем, используя грудные плавники как точку опоры, они создают эффект рычага — с силой задирают голову и вытаскивают жертву. Такой способ охоты уникален и присущ только этому виду акул. Калифорнийские бычьи акулы способны выдвинуть верхнюю челюсть на 20 % от длины головы. Такое движение занимает всего 20 миллисекунд и позволяет акуле использовать верхнюю челюсть как зубило, чтобы выбить плотно прикреплённую добычу.

### Размножение и жизненный цикл
Спаривание происходит в декабре или январе, вероятен круглогодичный цикл размножения. Сначала самец демонстрирует интерес и преследует самку. Если самка готова к спариванию, акулы опускаются на дно, самец захватывает её грудной плавник зубами и вводит один из птеригоподиев в клоаку. После спаривания, которое длится 30—40 минут, пара расцепляется, и самка в течение получаса вращательными движениями зарывается мордой в песок. С февраля по апрель самки откладывают до 24 яиц, по 2 за одну кладку, каждые 11—14 дней на глубине от 2 до 13 м. По бокам яйцевой капсулы имеется спиралевидный гребень. Только что отложенные капсулы мягкие и окрашены в светло-коричневый цвет. Через несколько дней они твердеют и темнеют. Капсулы имеют в длину 10—12 см, а в ширину 3—4, исключая гребень. Акулы, обитающие у острова Чаннел откладывают яйца большей длины, чем живущие у побережья Калифорнии, что даёт основание предположить существование отдельной популяции.

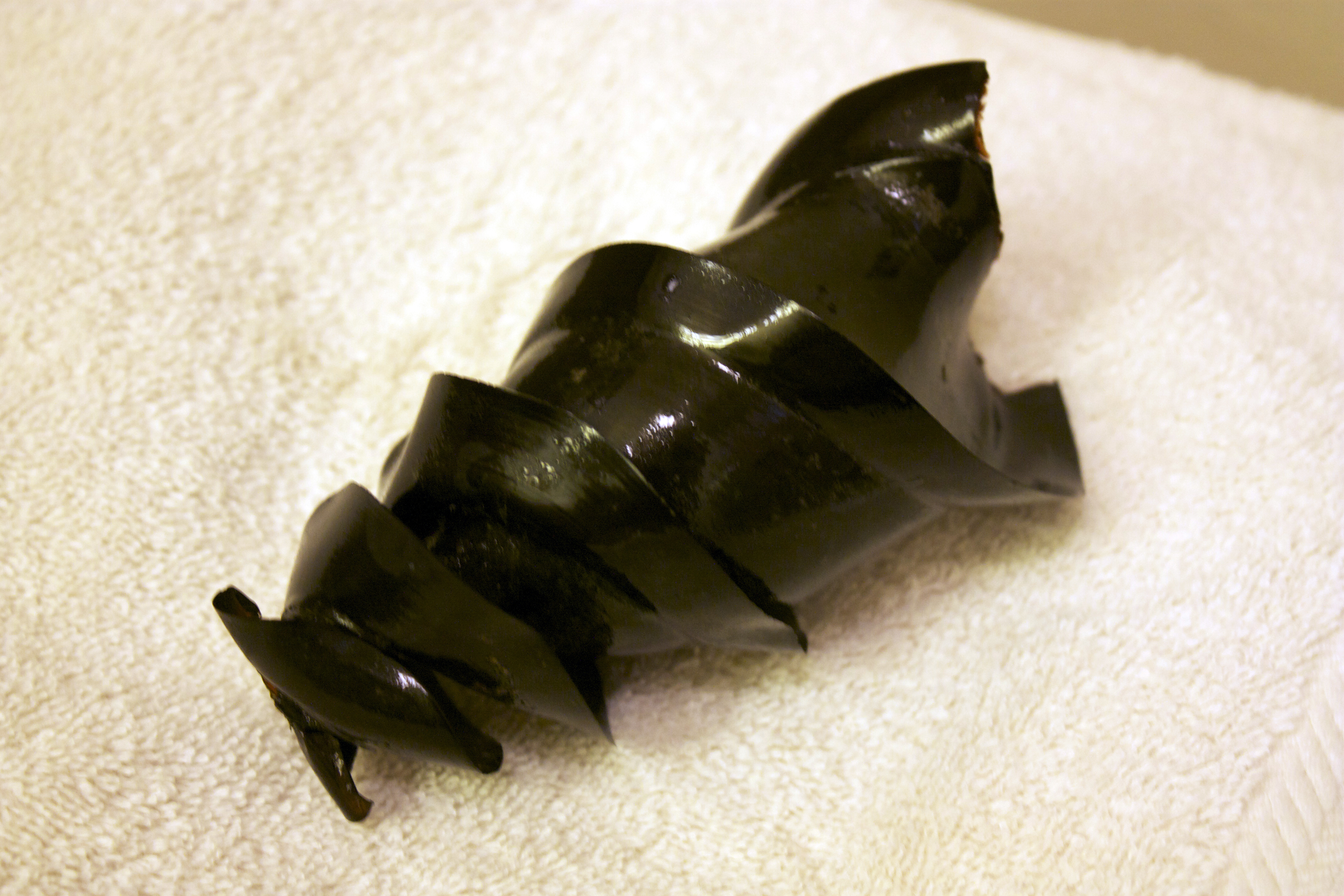
Яйцевая капсула калифорнийской бычьей акулы.

В отличие от большинства видов акул калифорнийские бычьи акулы заботятся о потомстве. Самки этого вида подбирают яйца ртом и засовывают их в расщелины. Однако в неволе яйца просто падают на дно и впоследствии могут быть съедены родителями. Развитие эмбрионов в яйцах длится 6—10 месяцев. Длина вылупившихся детёнышей около 15—17 см. Они обеспечены питательными веществами за счёт желточного мешка и начинают питаться лишь спустя месяц после вылупления, хотя они способны питаться и захватывать пищу и в этот период. Калифорнийские бычьи акулы растут очень медленно, причём скорость роста не зависит от размера, поэтому оценить их процесс старения трудно. Самцы достигают половой зрелости при длине 56—61 см, а самки при длине не менее 58 см. В неволе акулы могут жить дольше 12 лет, есть неподтверждённые данные об акуле, дожившей до 25 лет.

## Взаимодействие с человеком
В обычных условиях эти акулы не представляют опасности для человека и к ним легко подплыть под водой. Однако преследование со стороны дайверов может спровоцировать их на агрессию. С ними нужно обращаться осторожно, поскольку их плавниковые шипы могут нанести болезненные раны. Калифорнийские бычьи акулы легко уживаются и способны размножаться в неволе.

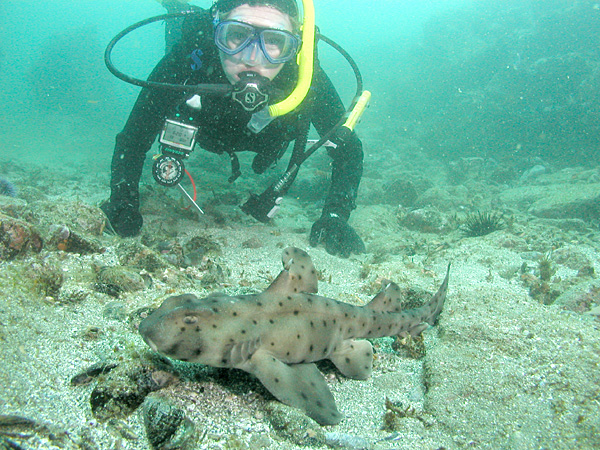
Калифорнийские бычьи акулы безвредны для людей.

В Калифорнии они не имеют коммерческой ценности. Они случайно попадают в ловушки или на крючок любителей-рыболовов. Эти акулы выносливы и чаще всего выживают, когда их выпускают обратно в воду. Сохранности этого вида способствуют ограничения на рыбный промысел у побережья Калифорнии. Средний ежегодный прилов калифорнийских бычьих акул составляет около 1800 кг, хотя эти показатели варьируются от 2,5 кг в 1976 г до 9500 кг в 1979 году. Иногда дайверы убивают этих акул, чтобы изготовить из их плавниковых шипов ювелирные украшения, что может служить причиной некоторого снижения численности этого вида в наиболее популярных для дайвинга местах южной Калифорнии. Вне вод Калифорнии калифорнийские бычьи акулы попадают в качестве прилова в креветочные тралы и жаберные сети. Мясо используют в пищу, отходы перерабатывают в рыбную муку. Международный союз охраны природы присвоил этому виду статус «Вызывающий наименьшие опасения». В целом данных для оценки статуса сохранности недостаточно.